# Никулина, Наталья
Наталья Никулина (29 марта 1981) — российская биатлонистка, призёр чемпионата России по биатлону, участница чемпионата мира по биатлону среди юниоров. Мастер спорта России.

## Биография
Представляла город Санкт-Петербург, занималась в городском УОР № 2. Тренер — Парфёнов Юрий Васильевич.
В 2001 году принимала участие в чемпионате мира среди юниоров в Ханты-Мансийске, заняла 30-е место в спринте и 33-е — в гонке преследования.
В 2003 году стала бронзовым призёром чемпионата России в гонке патрулей и командной гонке в составе сборной Санкт-Петербурга.